# Asia Lanzi
Asia Lanzi (Bologna, 9 gennaio 2002) è una skater italiana.

## Biografia
Nata nel 2002 a Bologna, ma originaria di Cento, ha iniziato con lo skateboard a sei anni, partecipando alle prime gare a 11 anni.
Nel 2019 si è piazzata 10ª in semifinale agli Europei di Nižnij Novgorod, in Russia.
Ai Mondiali è stata invece 44ª a Rio de Janeiro 2018, in Brasile, 33ª a San Paolo 2019, sempre in Brasile, e 16ª nelle qualificazioni con il punteggio di 19.21 e 22ª in semifinale con 6.04 a Roma 2021.
Dal 2017 al 2020 è stata campionessa italiana nello street per quattro anni di fila.
Dopo essersi qualificata grazie al piazzamento tra le migliori 16 del ranking mondiale, a 19 anni ha partecipato ai Giochi olimpici di Tokyo 2020, tenutisi nel 2021, nello street, uscendo nelle semifinali, 14ª con il punteggio totale di 6,13.